# Liste der Baudenkmale in Adenbüttel
In der Liste der Baudenkmale in Adenbüttel sind alle Baudenkmale der niedersächsischen Gemeinde Adenbüttel aufgelistet. Die Quelle der  Baudenkmale ist der Denkmalatlas Niedersachsen. Der Stand der Liste ist der 3. Januar 2021.

## Allgemein
In den Spalten befinden sich folgende Informationen:
- Lage: die Adresse des Baudenkmales und die geographischen Koordinaten. Kartenansicht, um Koordinaten zu setzen. In der Kartenansicht sind Baudenkmale ohne Koordinaten mit einem roten Marker dargestellt und können in der Karte gesetzt werden. Baudenkmale ohne Bild sind mit einem blauen Marker gekennzeichnet, Baudenkmale mit Bild mit einem grünen Marker.
- Bezeichnung: Bezeichnung des Baudenkmales
- Beschreibung: die Beschreibung des Baudenkmales. Unter § 3 Abs. 2 NDSchG werden Einzeldenkmale und unter § 3 Abs. 3 NDSchG Gruppen baulicher Anlagen und deren Bestandteile ausgewiesen.
- ID: die Objekt-ID des Baudenkmales
- Bild: ein Bild des Baudenkmales, ggf. zusätzlich mit einem Link zu weiteren Fotos des Baudenkmals im Medienarchiv Wikimedia Commons. Wenn man auf das Kamerasymbol klickt, können Fotos zu Baudenkmalen aus dieser Liste hochgeladen werden:

## Adenbüttel

### Einzelbaudenkmale
| Lage                                        | Bezeichnung | Beschreibung | ID       | Bild |
| ------------------------------------------- | ----------- | --- | -------- | ---- |
| Westerendstraße 52° 22′ 44″ N, 10° 27′ 0″ O | Kirche      | Die St. Marien Kirche Adenbüttel ist ein neugotischer Backsteinbau als dreischiffige Kirche unter Satteldach mit eingezogenem Westturm und einer 3/8-Apsis. Der verputzte Turmunterbau von 1619 (i) in Bruchsteinmauerwerk und Feldsteinen mit Eckquaderung mit Werksteinen eingefasst, neugotischer Aufbau aus rotem Backstein. | 33922267 |      |
| Katzhagen 2 52° 23′ 47″ N, 10° 25′ 30″ O    | Turm        | Schulturm mit Uhr | 33922291 | BW   |